# Чамли, Хью, 1-й граф Чамли
Хью Чамли, 1-й граф Чамли (англ. Hugh Cholmondeley, 1st Earl of Cholmondeley; 1662 — 18 января 1725) — английский пэр и политик. Он был известен как достопочтенный Хью Чамли с 1662 по 1681 год и виконт Чамли с 1681 по 1706 год.

## Биография
Родился в 1662 году. Старший сын Роберта Чамли, 1-го виконта Чамли (? — 1681), и Элизабет Крэдок (? — 1691/1692). Он получил образование в Крайст-Черче, Оксфорд.
22 мая 1681 года он сменил своего отца на посту 2-го второго виконта Чамли, но, поскольку это было ирландское звание пэра, оно не давало ему права на место в английской палате лордов. Он поддержал притязания Вильгельма Оранского и Марии на английский престол, и после их восшествия на престол в 1689 году был вознагражден, когда стал бароном Чамли из Намптвича в графстве Чешир, в звании пэра Англии (что дало ему место в Палате лордов). Титул пэра был создан по наследству для его младшего брата Джорджа. В 1706 году он был принят в Тайный совет и стал 1-м виконтом Малпасом в графстве Чешир и 1-м графом Чамли в графстве Чешир с аналогичными полномочиями.
Лорд Чамли был назначен управляющим королевского двора королевой Анной в 1708 году. Он занимал этот пост только до октября того же года, когда был назначен казначеем королевского двора. Он был лишен этого поста в 1713 году, но восстановлен, когда Георг I стал новым королем в 1714 году. Он также служил лордом-лейтенантом в Англси, Карнарвоншире, Денбишире, Флинтшире, Мерионетшире и Монтгомеришире с 1702 по 1713 год и с 1714 по 1725 год, а также в Чешире с 1703 по 1713 и с 1714 по 1725 год.
Хью Чамли, 1-й граф Чамли, скончался в январе 1725 года. Он так и не женился, и его титулы унаследовал его младший брат Джордж Чамли (1666—1732), который уже был возведен в ранг пэра в качестве 1-го барона Ньюборо.